# پویا محسنی
پویا محسنی (به انگلیسی: Pooya Mohseni) بازیگر، نویسنده، فیلمساز و کنشگر ترنسکشوال ایرانی-آمریکایی است. او در مجموعه‌های تلویزیونی متعددی از جمله نظم و قانون: واحد قربانیان ویژه و خانم وزیر در نقش مهمان ظاهر شده‌است و در سال ۲۰۱۶ در فیلم اسلشر ترساننده نقش‌آفرینی کرد. محسنی در سال ۲۰۲۱ در فیلم تو را می‌بینم، در نقش اصلی ظاهر شد که مورد تحسین منتقدان قرار گرفت.

## زندگی شخصی و حرفه‌ای
محسنی در تهران به دنیا آمد و در ۱۸ سالگی به نیویورک نقل مکان کرد. او در رشته طراحی در نیویورک تحصیل کرد و سپس وارد عرصه بازیگری شد.
محسنی گفته‌است که در ایران «به دفعات مورد اذیت و آزار» قرار گرفته‌است و به دلایل مختلفی چندین بار اقدام به خودکشی کرده‌است. او همچنین گفت که در آمریکا به عنوان «یک ترنس ایرانی مهاجر» مورد تبعیض‌های فراونی قرار گرفت. محسنی پس از قانونی‌شدن ازدواج همجنس در آمریکا در سال ۲۰۱۵ اعلام کرد که ترنس یا تراجنسیتی است. او به زبان فارسی و انگلیسی مسلط است و از فعالان حقوق ال‌جی‌بی‌تی است و همچنین صدایی برای مسائل مهاجران و زنان است. او همچنین در نویسندگی و مشاوره در مورد داستان‌های اصلی دربارهٔ ال‌جی‌بی‌تی مشارکت دارد.
محسنی به‌عنوان مهمان در مجموعه‌های تلویزیونی نظم و قانون: واحد قربانیان ویژه، سقوط آب، خانم وزیر، و همچنین سگ‌های بزرگ از آمازون پرایم ویدئو حضور داشته‌است. او در سال ۲۰۱۶ در فیلم اسلشر مستقل ترساننده ظاهر شد، و در ۲۰۲۱ در فیلم درام تو را می‌بینم در نقش اصلی در کنار نیکول بوشهری ایفای نقش کرد که نقدهای مطلوبی از سوی منتقدان دریافت کرد. او در سال ۲۰۲۲ فیلمنامه اصلی فیلم کوتاه ۱۸-دقیقه‌ای با عنوان ترانزیت: یک افسانه شهر نیویورک را نوشت و در آن در نقش اصلی نیز ظاهر شد.

## گزیده فیلم‌شناسی
| سال  | عنوان                           | نقش           | توضیحات                                   |
| ---- | ------------------------------- | ------------- | ----------------------------------------- |
| ۲۰۱۰ | آدامس بادکنکی                   |               | فیلم کوتاه                                |
| ۲۰۱۱ | نمایش بسیار خنده‌دار             | رئیس عصبی     | مجموعه تلویزیونی؛ ۲ قسمت                  |
| ۲۰۱۲ | وقتی مرگ صدا می‌کند              | لورین کاسترو  | فیلم بلند                                 |
| ۲۰۱۳ | داستان‌های روح سلبریتی           | مادر نادین    | مجموعه تلویزیونی؛ ۱ قسمت                  |
| ۲۰۱۳ | زیر خط                          | مینا          | مجموعه تلویزیونی؛ ۱ قسمت                  |
| ۲۰۱۴ | متروها                          | استفانی       | مجموعه تلویزیونی؛ نقش اصلی                |
| ۲۰۱۵ | خانم وزیر                       | سمیلا مهدوی   | مجموعه تلویزیونی؛ ۱ قسمت: فصل ۱، قسمت ۱۴  |
| ۲۰۱۶ | سقوط آب                         | دکتر دوریا    | مجموعه تلویزیونی؛ ۳ قسمت                  |
| ۲۰۱۶ | ترساننده                        | بانوی گربه‌ای  | فیلم بلند مستقل                           |
| ۲۰۲۰ | نظم و قانون: واحد قربانیان ویژه | قاضی نمازی    | مجموعه تلویزیونی؛ ۱ قسمت: فصل ۲۱، قسمت ۱۱ |
| ۲۰۲۰ | سگ‌های بزرگ                      | بایجانتی دیوا | مجموعه تلویزیونی؛ ۵ قسمت                  |
| ۲۰۲۱ | رایوال پیک                      | وینتر         | مجموعه تلویزیونی؛ ۱۲ قسمت                 |
| ۲۰۲۱ | تو را می‌بینم                    | کریس احدی     | فیلم؛ نقش اصلی                            |
| ۲۰۲۲ | ترانزیت: یک افسانه شهر نیویورک  | کیران         | فیلم کوتاه؛ همچنین فیلمنامه‌نویس           |

## جوایز و نامزدی‌ها
| سال  | جایزه                                     | رده                                        | اثر                        | نتیجه    |
| ---- | ----------------------------------------- | ------------------------------------------ | -------------------------- | -------- |
| ۲۰۱۶ | جشنواره فیلم «وایلد ساوند»                | بهترین اجرای گروه بازیگران                 | Chateau Sauvignon: terroir | برنده    |
| ۲۰۱۸ | جوایز فیلم ماوریک                         | بهترین اجرای گروه بازیگران                 | Chateau Sauvignon: terroir | نامزدشده |
| ۲۰۲۱ | آوت‌فست، لس‌آنجلس                           | عملکرد برجسته در یک فیلم بلند آمریکایی     | تو را می‌بینم               | برنده    |
| ۲۰۲۱ | فیلم‌آوت سن‌دیگو                            | بهترین بازیگر زن                           | تو را می‌بینم               | برنده    |
| ۲۰۲۲ | جشنواره بین‌المللی فیلم مستقل ماهانه برزیل | بهترین بازیگر نقش مکمل زن در یک فیلم کوتاه | Chateau Sauvignon: terroir | نامزدشده |
| ۲۰۲۲ | جوایز فیلم زنان مستقل لس آنجلس            | بهترین ال‌جی‌بی‌تی‌کیو                         | Now you see me             | نامزدشده |
| ۲۰۲۲ | جشنواره بین‌المللی فیلم «اسنو لئوپارد»     | بهترین فیلم ال‌جی‌بی‌تی‌کیو+                   | Now you see me             | نامزدشده |